# Воловичі
Воловичі (пол. Wołłowiczowie) — литовсько-руський, а згодом польський магнатський рід гербу Богорія часів Великого князівства Литовського і Руського, а пізніше Речі Посполитої.
Відомий з XV століття. Засновником шляхетської династії вважається Гринько Ходкович Волович.
У XVI столітті рід поділився на чотири гілки — Мінську, Могильовську, Гродненську, Каунаську. Тривалий час його представники виступали оборонцями старожитних прав та привілеїв шляхти, православної віри, підтримуючи численні братства на території сучасної Білорусі. Намагалися протидіяти укладанню Люблінської та Берестейської унії. З часом перейшли у протестантизм, а потім до католицизму.

## Найвідоміші
Гринько Волович (до 1429 — між 1481—1486) — конюший господарський
1. Ходко Волович
  1. Гринько Волович (?—після 1503) — конюший Великого князя Литовського
    1. Богдан Гринькович Волович (?—1539) — конюший і войський гродненський, намісник книнський, скідельський і озерський
      1. Остафій Богданович Волович (1520—1587) — підканцлер та великий канцлер литовський, каштелян троцький і віленський
      2. Григорій Богданович Волович (?—1577) — воєвода Смоленський.
        1. Петро (? — 1624) — чашник литовський
        2. Роман — староста рогачовський
        3. Раїна — дружина Богдана Огінського

    2. Іван Гринькович Волович (?— після 1547) — конюший Троцький
      1. Іван Волович (? — 1582) — маршалок гродненський
        1. Ієронім Іванович Волович (?—1636) — підскарбій і підканцлер великий литовський, Жмудський староста
        2. Андрій Іванович Волович (?—1614) — староста Жемайтський
        3. Явстах Іванович Волович  (1572—1630) — підканцлер Литовський, віленський латинський єпископ
        4. Павел Іванович Волович(?—1630) — підскарбій надвірний литовський.
          1. Казімєж Євстахій Волович (? — 1659) — стольник литовський

    3. Лукаш Волович (? — 1552) — ключник гродненський
    4. Міхал Волович
      1. Борис Волович
        1. Петро Волович
          1. Владислав Петрович Волович (1615—1668) — гетьман польний литовський

      2. Кшиштоф Волович
        1. Теодор Волович
          1. Філон Павел Волович
            1. Анджей Феліціян Волович
              1. Якуб Волович
                1. Адам Волович
                  1. Антоній Еразм Волович (1711—1770) — Луцький єпископ РКЦ

    5. Марк Волович
      1. Григорий Маркович Волович — Полоцький православний архієпископ.

    6. Григорій Волович (? — поч. 1586) — староста слонімський, каштелян новогрудський
      1. Теодора Григорівна Волович — матір Петра Тишкевича
      2. Міхал Волович (? — бл. 1583) — староста слонімський
        1. Самуель Волович (? — 1626) — каштелян новогрудський
          1. Александр Волович — хорунжий віленський
            1. Казімєж Волович
              1. Юзеф Іґнацій Волович
                1. Казімєж Волович
                  1. Міхал Вінцентій Волович — достойник Тарговицької конфедерації
                    1. Казімєж Волович (1779—1849)
                      1. Міхал Волович (1806—1833) — учасник повстання 1830 року

          2. Ієронім Волович
            1. Марціян Волович — писар земський віленський
              1. Ян Казімєж Волович (? — 1707) — обозний литовський
              2. Вінцент Станіслав Волович (? — 1698) — секретар великий литовський (духовний)
              3. Домінік Волович — староста абельський
                1. Марціян Домінік Волович (? — 1712) — маршалок великий литовський
                2. Вінцентій Пйотр Волович (1670—1737) — референдар великий литовський
                3. Станіслав Волович
                4. Кшиштоф Казімєж Волович (1672—1742) — мстиславський підстароста та підкоморій, староста абельський